# (11981) Boncompagni
(11981) Boncompagni es un asteroide perteneciente al cinturón de asteroides, descubierto el 20 de octubre de 1995 por el equipo del Observatorio Astronómico de San Vittore desde el Observatorio Astronómico de San Vittore, Bolonia, Italia.

## Designación y nombre
Designado provisionalmente como 1995 UY1. Fue nombrado Boncompagni en honor a Baldassarre Boncompagni que fue editor de 20 volúmenes del Boletín de Bibliografía e Historia de la Ciencia Matemática y Física. Esta obra monumental, publicada en Roma durante los años 1868-1887, fue fundamental, con muchos artículos sobre la historia de la astronomía.

## Características orbitales
Boncompagni está situado a una distancia media del Sol de 2,655 ua, pudiendo alejarse hasta 2,824 ua y acercarse hasta 2,485 ua. Su excentricidad es 0,063 y la inclinación orbital 4,685 grados. Emplea 1580 días en completar una órbita alrededor del Sol.

## Características físicas
La magnitud absoluta de Boncompagni es 14,3. Tiene 4,755 km de diámetro y su albedo se estima en 0,179.